# 1922 ve fotografii
Tento článek obsahuje významné fotografické události v roce 1922.

## Události

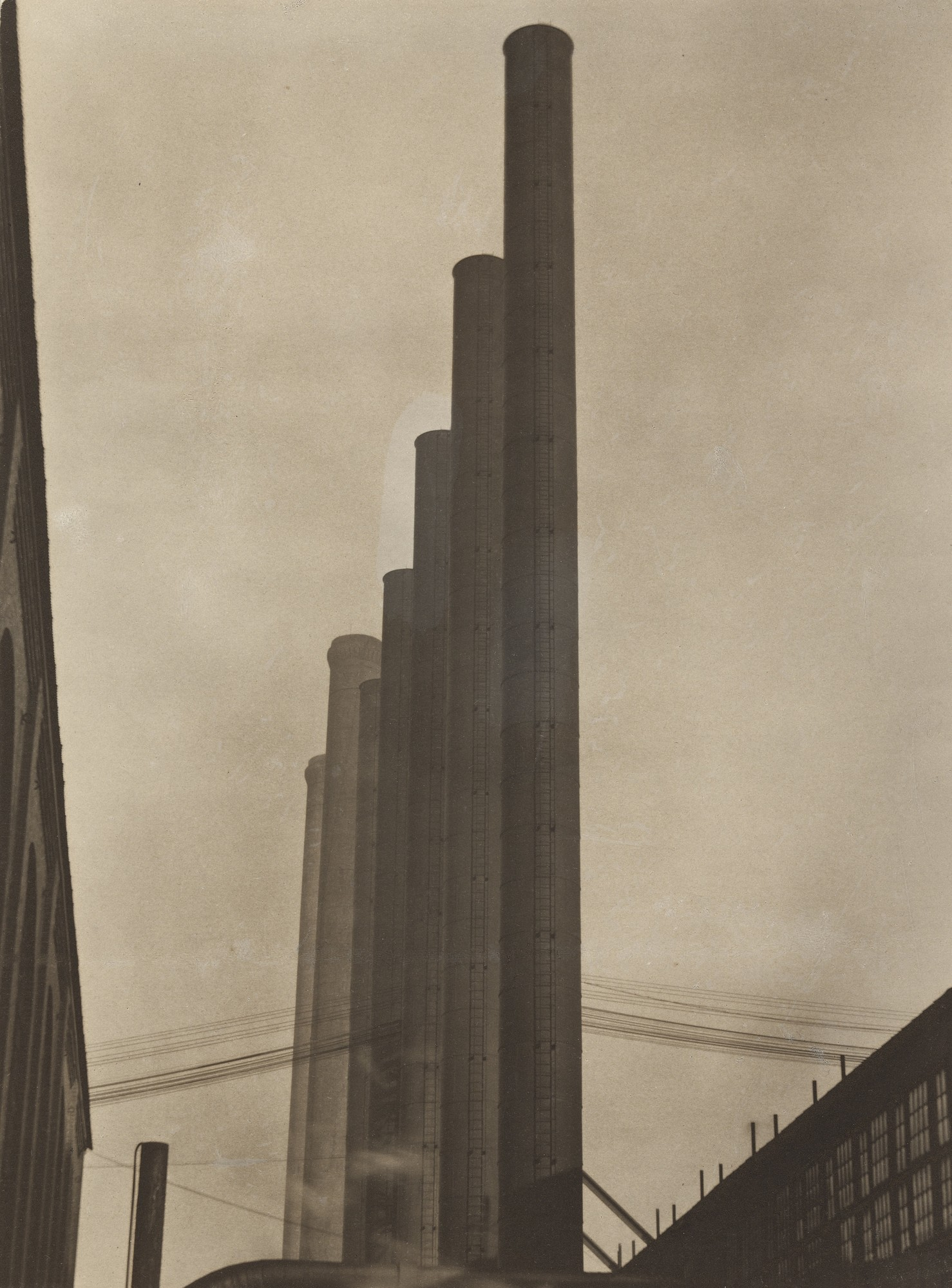
Edward Weston pořídil fotografii Steel: Armco, Middletown, Ohio

- Man Ray experimentuje s fotogramem, který nazval rayogram, černobílým obrazem, který pořídil bez fotoaparátu položením předmětů na citlivý fotografický papír.
- Paul Strand pořídil fotografii Filmová kamera Akeley.
- Edward Weston pořídil fotografii Steel: Armco, Middletown, Ohio

## Narození v roce 1922
- 1. ledna – Kensuke Hidžikata, japonský fotograf († ?)
- 19. ledna – Dan Gibson, kanadský fotograf, kameraman a zvukař († 18. března 2006)
- 20. ledna – Ed Westcott, americký fotograf († 29. března 2019)
- 27. ledna – Pierre Dandoy, belgický humanistický fotograf († 17. února 2003)
- 2. února – Arnold Hardy, první amatérský fotograf, který vyhrál Pulitzerovu cenu za fotografii († 5. prosince 2007)
- 14. března – Milton H. Greene, americký fotograf, portrétoval Marilyn Monroe († 8. srpna 1985)
- 19. března – Francesc Català Roca, katalánský fotograf († 5. března 1998)
- 22. března – Kjell Lynau, norský redaktor a fotograf († 21. července 1983)
- 29. března – Bill Wynne, americký spisovatel, fotograf a oceněný fotoreportér (19. dubna 2021)
- 29. března – Edie McKee Harperová, americká fotografka, umělkyně a ochránkyně přírody († 10. ledna 2010)
- 7. května – Joe O'Donnell, americký fotograf († 9. srpna 2007)
- 18. května – Bernard Poinssot, fotograf († 10. července 1965)
- 19. května – Charles-Eugène Bernard, kanadský fotograf († 21. dubna 2002)
- 26. května – Lorraine Monková, kanadská fotografka († 17. prosince 2020)
- 28. května – German Lorca, brazilský fotograf († 8. května 2021)
- 3. června – Emil Fafek, český reportážní fotograf († 4. srpna 1997)
- 3. června – Šinzó Maeda, japonský fotograf († 21. listopadu 1998)
- 21. června – Ladislav Noel, slovenský fotograf († 29. září 1996)
- 14. června – George Barris, americký fotograf, portréty Marilyn Monroe († 30. září 2016)
- 3. července – Viggo Rivad, dánský fotograf († 8. února 2016)
- 29. července – Erich Hartmann, americký fotograf († 4. února 1999)
- 24. srpna – Lennart Nilsson, švédský fotograf († 28. ledna 2017)
- 25. srpna – Kurt Blum, 83, švýcarský fotograf a filmový dokumentarista († 30. prosince 2005)
- 21. října – Milič Jiráček, český vědec a teoretik fotografie († 5. února 2007)
- 7. listopadu – Louis Stettner, americký fotograf († 13. října 2016)
- 10. listopadu – Stanisław Bala, polský kameraman, dokumentarista, voják, účastník Varšavského povstání († 9. září 2013)
- 18. listopadu – Philippe Joudiou, francouzský fotograf, spisovatel a ilustrátor († 23. března 2008)
- 15. prosince – Soňa Skoupilová, česká fotografka († 4. května 2004)
- 20. prosince – Tony Vaccaro, americký fotograf († 29. prosince 2022)
- ? – Mohamed Kouaci, alžírský fotograf, bojovník ALN († 1996)
- ? – Jennie Boddingtonová, australská filmová režisérka, producentka a fotografka, první kurátorka fotografie v Národní galerii Victoria v Melbourne (1972–1994) a výzkumná pracovnice († 15. listopadu 2015)
- ? – Johan Brun, norský fotograf, v  redakci Dagbladet pracoval od roku 1948 až do odchodu do důchodu v roce 1989, jeho dcera je fotografka Agnete Brunová (19. října 1922 – 27. dubna 2021)

## Úmrtí v roce 1922
- 13. ledna – Maurice Guibert, francouzský amatérský fotograf (* 12. srpna 1856)
- 27. ledna – Giovanni Verga, italský spisovatel a fotograf (* 2. září 1840)
- 7. února – Rihei Tomišige, japonský fotograf (* 19. května 1837)
- 14. února – Jules Robuchon, francouzský sochař a fotograf (* 30. října 1840)
- 28. února – Gustavo Gillman, britský stavební inženýr a fotograf aktivní ve Španělsku (* 15. června 1856)
- 17. března – Henri de La Martinière, francouzský průzkumník, archeolog, diplomat a fotograf (* 18. července 1859)
- 20. dubna – Christiaan Benjamin Nieuwenhuis, nizozemský fotograf aktivní v Nizozemské východní Indii (* 4. července 1863)
- duben – William Gullick, australský vydavatel a fotograf (* 1858)
- 4. června – Ivan Karastojanov, bulharský fotograf (* 28. srpna 1853)
- 2. července – Adolphe Zimmermans, nizozemský dvorní fotograf (* 2. dubna 1858)
- 10. července – Paul Lancrenon, francouzský voják a amatérský fotograf (* 26. července 1857)
- 26. srpna – Karl Pinkau, německý litograf, fotograf a politik (* 1. června 1859)
- 9. září – Constantino Garcés, španělský novinář, spisovatel a fotograf (* ?)
- 17. října – Nelson Evans, americký fotograf v dobách starého Hollywoodu (* 6. června 1889)
- 21. listopadu – José Sellier Loup, španělský fotograf francouzského původu (* 13. srpna 1850)
- 8. prosince – J. W. Merkelbach, nizozemský fotograf a kameraman - průkopník (* 31. října 1871)
- ? – Knut A. Aaning, norský fotograf (* 23. dubna 1880)
- ? – Augusta Solberg, norská fotografka (* 1. srpna 1856)
- ? – Franc Mezer, ukrajinský umělec a fotograf působící v Kyjevě (* 1830)
- ? – Niels Christian Hansen, dánský malíř portrétů a žánrů, fotograf a bratr průkopnického fotografa Georga Emila Hansena (* 16. prosince 1834 – 25. října 1922)
- ? – Augustine Bulteau, francouzská novinářka, prozaička a fotografka (* 29. února 1860 – 22. září 1922)
- ? – Hulda Szaciński (1845–1922), norská fotografka, po smrti Ludwika Szacińského v roce 1894 převzala společnost v Christianii a vedla ji do roku 1916, kdy ji prodala Selmeru Norlandovi (* 16. září 1845 – 4. února 1922)